# نيك باوتشر
نيك باوتشر هو لاعب هوكي الجليد كندي، ولد في 29 ديسمبر 1980 في ليدوك في كندا.

## وصلات خارجية
- نيك باوتشر على موقع دوري الهوكي الوطني (الإنجليزية)
- نيك باوتشر على موقع EliteProspects.com (الإنجليزية)
- نيك باوتشر على موقع HockeyDB.com (الإنجليزية)